# ポンチョ (漫画)
『ポンチョ』(PONCHO)は、立沢克美による日本の漫画作品。高校野球を題材にした野球漫画である。
『週刊ヤングマガジン』（講談社）2012年6号から同年48号まで連載。

## あらすじ
少年野球チームの強豪「武総シニア」でエースピッチャーとして全国制覇を果たした不破圭輔はバッティングセンターで豪快なスイング音を出していた大江慎弥と出会う。ひょんなことから1球勝負をすることになり、慎弥は怒りにまかせた圭輔の速球を軽々とはじき返す。京曜高校に通い始めてまもなく両者は再び出会い、今度は1打席勝負をすることとなる。直後、バッティングセンターでの1球勝負の場にいた遠野千春から野球部への入部をけしかけられ、6月に行われる近隣の強豪校との試合へと臨む。

## 登場人物

### 県立京曜高等学校
千葉県京曜町にある県立の高等学校。千春を含めた1年生の野球部員は同じクラスに配属されている。

#### 野球部
県内最弱で放課後にグラウンドを使わせてもらえない。夜は千春の祖父のバッティングセンターで打撃練習を行う。25年前はまだ強いチームだった。
大江 慎弥（おおえ しんや） / ポンチョ
謎多き本編の主人公。
中堅手。右投右打。1年生。背番号8。1番打者。5月10日生まれ。
犬のような顔をしており鼻は犬そのものである。好物はフライドチキンやから揚げといった肉全般。髪は逆立っていて興奮すると動く。背が低く小柄だがバットをつかんだ人間を軽く振り回すほどのパワーの持ち主。打撃フォームはノンステップ打法でスイングを極力小さくとっており速球が得意。ヘッドスピードは速く打球の飛距離も長い。ただしバットコントロールは素人同然で変化球はほとんど打てない。足腰が強く体力もありランニング程度では息切れすらしない。箭内が樹立したホームラン月間123本更新を目標にバッティングセンター王を目指している。相手を見下した話し方をし、圭輔以外の人間とは会話しない。カシオ入部前はカーブの球筋を見ることも入れて捕手をやっていた。基本的な野球のルールを知らない。最終話でバッティングセンター王を目指しているのは優勝賞品がフライドチキン一年分だという事がわかる。
不破 圭輔（ふわ けいすけ）
投手。右投右打。1年生。背番号1。9番打者。
入学前に武総シニアで全国制覇を果たしたエース。投球フォームはオーバースロー。決め球はフォークで、ほかに、スライダー、カーブ、シンカー、ツーシームも投げる。
中学校2年生の時はエースピッチャーであり4番を打っていた。また、野球を教えるのが上手く、箭内の才能を開花させた。「日本リトルシニア野球全国大会」の予選の最中にオオツキ病院の医師から右肩腱板損傷の気があると診断され、安静にしなければ「2度と野球ができなくなる」と言い渡されていたが、チームメイトには告げず痛みを我慢しながら無理をして投げていた。武総高校の特待生枠に内定していたが土壇場で箭内に変更され、全国大会の決勝戦の開催日にそれを知る。決勝戦で打ち込まれ自らマウンドを降り、そのまま野球を辞めた。短気でムキになりやすくプライドが高い。
遠野 千春（とおの ちはる）
慎弥と圭輔の対戦を見て、両者を野球部へ入部するように仕向けた。その後自らも女子マネージャーとして加入する。プロ野球オタク（往年限定）であり、野村克也の著書を愛読している。明るく強気な性格で計算高い。交流戦では背番号0を背負い、監督を務めた。
加藤 敦（かとう あつし）
二塁手。右投右打。1年生。背番号4。2番打者。少しクセのある髪でタレ目の好青年。圭輔の良き理解者であり、武総シニアに所属していたが補欠だった。ブルペン捕手もできる。俊足でバントが上手い。
西島 哲夫（にしじま てつお） / テツオ
外野手（右翼手）。右投右打。1年生。背番号7。6番打者。圭輔が野球を辞めてからの悪友。ヤジがうるさい。細身で背が高く運動神経は良い。髪はオールバックで顎鬚を生やし、細長いハーフリムフレームの眼鏡をかけており、その風貌から上級生に「ヤミ金みたいな顔」と評される。
田渕 太（たぶち ふとし） / ブチ
三塁手。右投右打。1年生。背番号5。5番打者。哲夫と同じく圭輔の悪友。食欲旺盛で能天気な性格。長い黒髪と顔の4分の1ほどある厚い唇が特徴。背は低く太っているが守備での動きは軽快。
秋山 カシオ（あきやま カシオ）
捕手。右投右打。3年生。背番号2。8番打者。
オールラウンドサークル部として野球部のブルペンを占拠していた不良達のリーダー。前髪をオールバックにし後頭部の上方で髪を縛っている。父は武総高校野球部監督。中学生の頃は活躍していたが、うぬぼれていたため父から武総高校の特待枠を外される。強肩。
土田 学（つちだ まなぶ）
一塁手。右投右打。2年生。背番号3。3番打者。主将。面長で頬にはそばかすもしくはニキビがある。チームで1番体力がなく守備のセンスもない。交流戦で無様な試合をしたくないため慎弥らの途中加入を快諾する。練習で遊撃手のポジションについたが守備は使い物にならなかった。よく土下座をする。
徳井 晃二（とくい こうじ）
遊撃手。右投左打。2年生。背番号6。4番打者。学の友人。市山中出身で野球経験者であり守備が上手く背も高い。モテると信じて校舎屋上でディスクジョッキーの真似事をしている。野球はモテなかったため辞めていた。垂れ下がった太い眉毛と外にはねた長めの後ろ髪が特徴。歯に衣着せぬ物言いで軽い性格。
田村 和己（たむら かずみ）
左翼手。右投右打。2年生。7番打者。長めの髪でパーマ。
メガネ
中堅手。右投右打。2年生。背番号11。レンズが丸い眼鏡をかけている。交流戦では一塁コーチャーを務めた。
オオタ
一塁手。右投右打。2年生。背番号10。練習中は帽子を逆向きに被っている。

#### その他の人物
達川 三津男（たつかわ みつお）
校長。野球部のことを「クズ」と評する。

### 私立武総高等学校
京曜高校の隣町にある高等学校。野球部は1920年（大正9年）に創部され90年以上の歴史を誇る名門。春の選抜と夏の甲子園を合わせて23度出場している強豪。3年前に夏の甲子園で準優勝を果たした。部員も100人ほどと多く、設備も充実している。特待生の枠は1学年につき5人までとなっている。
秋山 広実（あきやま ひろみ）
野球部監督。カシオの父。糸のように細い吊り目で頬骨が出ており顎鬚とモミアゲを生やしている。OBでもあり25年前に現役選手として交流戦を経験した。圭輔の肩の故障に気づいていた。部員から陰で「アッキーナ」というあだ名を付けられている。

#### 1年生
箭内 聡（やない さとし）
中堅手。右投左打。交流戦背番号8。1番打者。
武総シニアを全国制覇へ導いた立役者で打者タイトルを総ナメにし、三冠を達成。1年生にしてレギュラー。30年に1人の逸材としてプロからも注目されており、関東で最も評価の高い選手。睫毛が長く、細身で背はあまり高くない。
中学校2年生の時に千葉県へ転校し、武総シニアに加入した。広島県では全国的には無名の世羅シニアに所属していた。飲み込みが早くセンスもあり、圭輔の協力もあってたった1年でチームの中心となる。バッティングセンターバードでは歴代最高記録であるホームラン月間123本を叩き出した。
金田 智雄（かねだ ともお）
投手。右投げ。交流戦背番号1。6番打者。大阪淀山シニア出身の特待生。自分の事を「ナニワの速球王スピードスター」と豪快な発言をするだけあって、ストレートの球速は144km/h前後と一年とは思えない球を投げる。関西弁を話す自信家。やや外にはねたパーマ髪で眉毛は細く整えており、目は吊り上がり頬骨が少し出ている。変化球はカーブ、スライダー。立ち上がりが不安定なのが傷。
富沢 賢治（とみざわ けんじ）
捕手。右投げ。交流戦背番号2。5番打者。東北トップクラスの銀山シニア出身の特待生。冷静かつ理論派。その毒舌のため「ダメだし」キャッチャーと呼ばれている。細いたれ目でやや鼻が大きい。
鶴岡 雄太（つるおか ゆうた）
二塁手。右投げ。交流戦背番号4。7番打者。武総シニアのレギュラー二塁手。淡い色の短髪で、睫毛が長く、普段は目を閉じている。
大杉 慎太郎（おおすぎ しんたろう）
一塁手。左投げ。交流戦背番号3。4番打者。特待生。四国桂浜シニア出身。中学校3年生の時に全国ホームラン王となり、打率5割を越えた怪物。大柄で面長、鼻と口が大きく、鼻息が荒い。大振りだが選球眼が良い。
遠藤 隼人（えんどう はやと）
遊撃手。右投左打。交流戦背番号6。2番打者。特待生。小柄で身長が低い。二重瞼で睫毛が多く、眉尻を剃っている。俊足でシニア時代は全国で盗塁王となった。軽い性格で調子に乗りやすい。
井原
左翼手。右投げ。9番打者。交流戦背番号7。唇が厚い。打球処理は速いが、判断が悪い。
真中
右翼手。8番打者。

#### 上級生
上重 純（かみしげ じゅん）
捕手。3年生。主将。色黒の肌とソフトモヒカン、吊り上った太い眉毛、鋭く尖った耳が特徴。背が高い。カシオより優秀な捕手と判断され特待枠で入学した。筋力トレーニング好き。
石橋 健二郎（いしばし けんじろう）
三塁手。右投右打。2年生。交流戦背番号5。3番打者。唯一交流戦のスターティングメンバーとして出場した上級生。
今居 涼（いまい りょう）
2年生。淡い色の髪をしており、やや長髪。練習を抜け出し、自転車で鎌ケ谷スタジアムに現れる。

### その他の登場人物
千春の祖父
ゲーセン＆バッティングセンター「BIRD（バード）」の店長。京曜町1の高校野球マニアを自負する老人。シニアリーグもチェックしており選手に詳しい。
ポンチョ
千春が飼っている犬（チワワ）。高校の入学祝いに父が買ってくれた。
フランク・ポンチョ・サンペドロ
1985年の京阪タイガース優勝に貢献した史上最強の助っ人外国人。ポンチョはミドルネーム。スラッガーでありバッティングフォームはガニ股ノンステップ。背番号は67、右打ち。

## 用語解説
武総シニア（ぶそうシニア）
1年前に全国制覇を果たした千葉県内にある中学リトルリーグのシニアチーム。圭輔、聡、敦が所属していた。
バッティングセンターバード
6番ボックスは時速150km/hに設定されており、慎弥や聡が通っている。利用料金は300円。変化球が打てるマシンは無い。9番ボックスはストラックアウト専用となっている。
総京戦（そうけいせん）
京曜高校と武総高校両校の親睦を深めるために、毎年6月に行われている交流戦。近年実力差が顕著となり慎弥らが参加する第54回で廃止が決まった。第53回は初回に武総が37得点した。

## 単行本
- 立沢克美 『ポンチョ』 講談社〈ヤンマガKCスペシャル〉、全4巻[2]
  1. 2012年4月6日発売 ISBN 978-4-06-382163-5
  2. 2012年7月6日発売 ISBN 978-4-06-382186-4
  3. 2012年9月6日発売 ISBN 978-4-06-382218-2
  4. 2012年12月6日発売 ISBN 978-4-06-382247-2